# Arjo
Arjo (amárico:  አርጆ, também escrito Argio) é uma cidade no wouldda Jimma Arjo da Zona Misraq Welega da Região Oromo da Etiópia. O Presidente Mulatu Teshome nasceu em Arjo.

## Visão geral
Servindo na cidade de 1997 a 1997, Kate Collins Faber, uma voluntária do Peace Corps, descreveu-a como parecendo ser "uma vila razoavelmente grande com aglomerados de casas com telhado de zinco ao longo da estrada de cascalho", mas que, na verdade, a cidade era muito pequena.
Em 2001, havia um lixão de pesticidas na cidade, contendo DDT, malatião, pirimifos-metil e fenitrotião. Foi estabelecido no início da década de 1850 por um grupo de Macaa Oromo. Arjo recebeu o nome de seu fundador e primeiro governador de Abba Gada. Eles estão localizados na periferia sul da cidade.
As Irmãs Missionárias Combonianas dirigem um jardim de infância na cidade.